# Dwerggravertje
Het dwerggravertje of de graafloopkever (Dyschirius globosus) is een keversoort uit de familie van de loopkevers (Carabidae). De wetenschappelijke naam van de soort werd in 1784 gepubliceerd door Johann Friedrich Wilhelm Herbst. De soort wordt ook wel in het geslacht Dyschiriodes geplaatst.
De soort komt voor in een groot deel van het Palearctisch gebied